# Banlo
Banlo est une localité située dans le département de Bouroum-Bouroum de la province du Poni dans la région Sud-Ouest au Burkina Faso.
Le village est constitué de six quartiers : Banlo, Kanba, Norakounko, Tolkaboua, Kpoko, Gbonboulo[réf. souhaitée]. 

## Géographie
Banlo est situé à environ 3 km au nord de Bouroum-Bouroum, le chef-lieu départemental. Le village est traversé par la route nationale 12 allant de Diébougou (au nord) à Gaoua (au sud) puis à la frontière ivoirienne.

## Économie
L'agriculture est l'activité principale du village, dont le groupement Sinèka (environ 75 producteurs) exploite un bas-fond rizicole de 36 ha produisant environ 100 tonnes par an de riz pluvial grâce au don de semences subventionnées et d'engrais.

## Santé et éducation
Le centre de soins le plus proche de Banlo est le centre de santé et de promotion sociale (CSPS) de Bouroum-Bouroum tandis que le centre hospitalier régional (CHR) se trouve à Gaoua.